# بربادرفته (رمان)
بربادرفته داستانی است به قلم مارگارت میچل، نویسندهٔ زن آمریکایی. او به‌خاطر نوشتن این رمان، در سال ۱۹۳۷ برندهٔ جایزهٔ ادبی پولیتزر شد. این کتاب توسط حسن شهباز به فارسی برگردانده شده‌است.

## طرح کلی
داستان دختری به نام اسکارلت است، که در تمام داستان به دنبال عشقی می‌گردد که همواره در کنارش بوده ولی او قادر به درکش نبوده‌است. او سه بار ازدواج می‌کند، شوهر اول او در جنگ داخلی آمریکا می‌میرد و شوهر دومش بعد از مدتی فوت می‌کند و در آخر با «رت بالتر». تجارت به راه می‌اندازد ولی همواره دل در گرو اشلی ویلکز دارد. در انتهای داستان که همه موانع ازدواج آنها کنار می‌رود، می‌یابد که عشق حقیقی اش، رت باتلر همسر فعلی اوست. تمام این اتفاقات در خلال جنگ داخلی آمریکا و بعد از آن می‌افتد.

## خلاصه داستان
بهار سال ۱۸۶۱ است و اسکارلت اوهارا دختر ناز پرورده و زیبای جنوبی در مزرعه بزرگ تارا در جورجیا زندگی می‌کند. او خواستگاران زیادی دارد اما عاشق اشلی ویلکز که از نجیب‌زادگان جنوبی می‌باشد است. اسکارلت با شنیدن خبر نامزدی اشلی با دختر ساده و نحیفی به نام ملانی همیلتون به شدت شوکه می‌شود و روز بعد به مزرعه ویلکز می‌رود تا از عشقش به اشلی بگوید. اشلی در جواب عشق اسکارلت، میگوید که او را فقط به عنوان دوست دوست دارد و قصد دارذ با ملانی ازدواج کند.
ماجراجوی پر حاشیه و بی پروایی که رت باتلر نام دارد شاهد این صحنه است و به اسکارلت می‌گوید که مانند یک خانم رفتار نکرده‌است.
جنگ داخلی آغاز می‌شود و بعد از مدتی چارلز همیلتون (برادر ترسو و کسل کننده ملانی) از اسکارلت خواستگاری می‌کند. اسکارلت به امید انتقام و شکستن قلب اشلی این درخواست را قبول کرده و با چارلز ازدواج می‌کند.
بعد از مدتی چارلز به ارتش می‌پیوندد و در جنگ به دلیل ابتلا به سرخک از دنیا می‌رود در حالی که اسکارلت از او باردار شده‌است. اسکارلت که بعد از به دنیا آوردن پسرش روحیه بدی پیدا می‌کند و از همه چیز ناراضی است به آتلانتا سفر می‌کند تا در کنار ملانی و خاله اش زندگی کند.
شهر شلوغ با خلق و خوی اسکارلت سازگار است و ملاقات‌های او و رت باتلر آغاز می‌شود. رت صراحت لحن زیادی دارد و گاهی با صحبت‌های تمسخر آمیزش باعث رنجش اسکارلت می‌شود اما در عین حال او را تشویق می‌کند تا محدودیت‌های سنتی بیوه زن‌های جنوبی را بشکند و خود را آزاد کند.
با ادامه جنگ و فرا رسیدن قحطی و کمبود غذا، اسکارلت و ملانی نگران اشلی هستند که در نهایت در جنگ اسیر می‌شود.
بعد از حمله ارتش یانکی‌ها به آتلانتا، اسکارلت که بسیار ناامید شده تصمیم می‌گیرد به تارا برگردد اما به خاطر قولی که به اشلی داده کنار ملانی می‌ماند تا فرزندش به دنیا بیاید.
شبی که یانکی‌ها آتلانتا را به اشغال خود درآورده و آن را به آتش می‌کشند ملانی پسرش بو را به دنیا می‌آورد. رت به اسکارلت و ملانی کمک می‌کند تا از دست یانکی‌ها فرار کنند اما بعد از خارج شدن از آتلانتا، آن‌ها را رها کرده و به ارتش کنفدراسیون می‌پیوندد.
اسکارلت و ملانی مسیر جنگلی طولانی و خطرناک را با گاری طی کرده و خودشان را به تارا می‌رسانند.
اسکارلت بعد از ورود به خانه پدری اش متوجه می‌شود مادرش از دنیا رفته و پدرش حافظه اش را از دست داده‌است، ارتش یانکی‌ها نیز مزارع آن‌ها را غارت کرده‌اند.
اسکارلت که از این وضعیت بسیار عصبانی شده همان‌جا به خودش قول می‌دهد دیگر هرگز گرسنه نماند و به بازسازی تارا می‌پردازد. رابطه ملانی و اسکارلت پس از کشتن یک سارق یانکی که قصد حمله به ملانی را دارد نزدیک تر می‌شود.
جنگ به پایان می‌رسد و سربازان در بند از جمله اشلی به خانه‌های خود بر می‌گردند …
پس از مدتی خبر وحشتناک افزایش مالیات مزرعه، اسکارلت را شوکه می‌کند. در واقع جوناس ویلکرسون کارگر سابق تارا که حالا برای خودش اسم و رسمی به پا کرده بود می‌خواهد با این ترفند خانواده اسکارلت را از مزارع خود بیرون کرده و تارا را به چنگ بیاورد.
اسکارلت که از این مسئله بسیار ناراحت است به آتلانتا می‌رود تا شاید رت باتلر را اغوا کرده و سیصد دلار از او بگیرد اما رت که با احتکار مواد غذایی در طول جنگ ثروت زیادی برای خودش دست و پا کرده به دلیل کلاه‌برداری در زندان به سر می‌برد و نمی‌تواند به اسکارلت کمک کند.
در این حین اسکارلت با فرانک کندی، نامزد خواهرش که صاحب یک فروشگاه است روبرو شده و از آن جا که مصمم است تارا را نجات دهد به خواهرش خیانت و با فرانک ازدواج می‌کند تا مالیات تارا را بپردازد.
بعد از مدت کوتاهی رت از زندان آزاد می‌شود، او اسکارلت را به خاطر ازدواج با فرانک سرزنش می‌کند اما مقدار زیادی پول به اسکارلت قرض می‌دهد تا کارگاه چوب بری اش را راه اندازی کند.
اسکارلت فعالیت‌های تجاری خود را آغاز می‌کند و در این زمینه موفق می‌شود اما به عنوان یک خانم نجیب‌زاده وجهه اش نزد مردم زیر سؤال می‌رود.
مدتی بعد پدر اسکارلت از دنیا می‌رود و او اشلی و ملانی را تشویق می‌کند به آتلانتا بروند و در تجارت چوب سرمایه‌گذاری کنند. در این زمان اسکارلت فرزند دومش را به دنیا می‌آورد.
در دوران اختلاف بین سیاه پوستان و سفید پوستان و زمانی که امنیت مردم و به خصوص زنان در معرض خطر است، اسکارلت مورد حمله یک سیاه‌پوست قرار می‌گیرد و همسرش در حین انتقام کشته می‌شود.
زمان کمی بعد از مرگ فرانک، رت از اسکارلت خواستگاری می‌کند و اسکارلت درخواستش را می‌پذیرد. آن‌ها بعد از یک ماه عسل طولانی و مجلل به آتلانتا بر می‌گردند. اسکارلت یک عمارت با شکوه در آن جا می‌سازد و با یانکی‌های ثروتمند معاشرت می‌کند.
پس از مدتی فرزند سوم اسکارلت به نام بانی به دنیا می‌آید، رت عاشق دخترش است و به خاطر آینده او سعی می‌کند زندگی خود را تغییر داده و نظر مثبت مردم را جلب کند.
ازدواج رت و اسکارلت به مرور به سردی و تلخی می‌گراید. از سوی دیگر عشق سوزان اسکارلت به اشلی به رابطه دوستانه ای بین آن‌ها تبدیل شده اما خواهر حسود اشلی شایع رابطه آن‌ها را پخش می‌کند که در کمال تعجب اسکارلت، ملانی این شایعه را نمی‌پذیرد و از اسکارلت دفاع می‌کند.
دختر زیبای اسکارلت عمر کوتاهی دارد و در یک حادثه اسب سواری از دنیا می‌رود، رت با مرگ دخترش ضربه بدی می‌خورد و تقریباً هوش و حواسش را از دست می‌دهد، رابطه زناشویی آن‌ها نیز نسبت به قبل بسیار سردتر می‌شود.
مدتی بعد ملانی به دلیل سقط جنین به سختی بیمار می‌شود. اسکارلت که از این مسئله بسیار ناراحت شده به ملاقات او می‌رود و قول می‌دهد از اشلی و بو مراقبت کند. در این زمان همچنین متوجه می‌شود چقدر ملانی را دوست داشته و عشق اشلی همیشه برایش نوعی توهم بوده‌است.
اسکارلت که سرانجام به عشق و احساسش به رت پی برده بعد از مرگ ملانی با شتاب به دیدار رت می‌رود تا از عشقش به او بگوید اما رت می‌گوید که دیگر احساسی نسبت به اسکارلت ندارد و او را ترک می‌کند.
اسکارلت غمگین و تنها تصمیم می‌گیرد به تارا و آغوش پرستار کودکی اش مامی برگردد تا قدرت از دست رفته اش را به دست آورده و راهی برای برگرداندن رت پیدا کند.

## شخصیت‌های داستان

### شخصیت های اصلی:
- کیتی اسکارلت اوهارا همیلتون-کندی-باتلر

بزرگترین دختر اوهارا است. خون صریح ایرلندی او همیشه با آموزه های سبک فرانسوی مادرش در تضاد است. او با چارلز همیلتون فرنک کندی ورت باتلر ازدواج می کند در حالی که آرزو می کرد به‌جای آنها با اشلی ازدواج کرده بود. او سه فرزند دارد هر از کدام از یکی از شوهرانش: وید همپتون همیلتون‌ (پسر چارلز همیلتون) الا لورنا کندی (دختر فرانک کندی) و یوجین ویکتوریا "بانی بلو" باتلر (دختر رت باتلر). او در جریان نزاع با رت چهارمین فرزند خود را با سقوط اتفاقی از پله‌ها سقط می کند. اسکارلت به طور مخفیانه از همسر اشلی ملانی متنفر است و او را تحقیر می کند. ملانی چیزی جز عشق ارادت به اسکارلت نشان نمی دهد و در طول زندگی‌اش او را خواهر خود می داند زیرا او با چارلز برادر ملانی ازدواج کرده است. اسکارلت از میزان عشق رت به خود یا اینکه ممکن است خودش رت را دوست داشته باشد بی خبر است.
- کاپیتان رت کی. باتلر

تحسین کننده اسکارلت و شوهر سوم اوست. در ملاء‌عام، از او اغلب به دلیل رفتار رسواکننده‌اش دوری و گاهی اوقات به دلیل جذابیت‌هایش پذیرفته می شود. رت می گوید مردی اهل ازدواج نیست و به اسکارلت پیشنهاد می دهد که معشوقه‌اش باشد که اسکارلت از این درخواست او عصبانی و او را رد می کند. بعد از مرگ فرنک کندی رت با او ازواج می کند. او می گوید خطر از دست دادن اسکارلت به شخص دیگری را نخواهد داشت چون بعید است که اسکارلت دیگر به پول احتیاجی داشته باشد در پایان رمان رت به اسکارلت اعتراف می کند: "من دوستت داشتم اما نمیتوانستم بگذارم تو این را بدانی. اسکارلت تو نسبت به کسانی که دوستت دارند خیلی بی رحمی." مارگارت میچل نام او را از خانواده‌ی برجسته "رت" که اهل کرولاینای جنوبی گرفته است. مردی ماجراجو و فرصت طلب و در عین حال جسور که در طول جنگ به احتکار مواد غذایی روی می‌آورد و بعد از جنگ به عنوان مردی ثروتمند در آتلانتا زندگی می‌کند. مردم نظر مثبتی به او ندارند اما او خودش را به عنوان پدری دوست داشتنی و گاهی شوهر دلسوز به اثبات می‌رساند. او عاشق اسکارلت است اما غرورش مانع نشان دادن عشقش می‌شود. باتلر فردی صریح، شوخ‌طبع و تحقیر کننده محدودیت‌های اجتماعی است و از ریاکاری متنفر است. او را می‌توان نماد جامعه بعد از جنگ، جهانی واقع بین و سریع که افراد قوی در آن رشد کرده و ضعیف‌ها از بین می‌روند دانست.
- سرگرد جورج اشلی ویلکز

اشلی شجاع با دخترخاله خود ملانی ازدواج می کند چون اعتقاد دارد: "انسان باید با فردی شبیه به خود ازدواج کنند و گرنه خوشبختی در کار نخواهد بود." او که مرد شرافتمندی‌‌ست در ارتش ایالات کنفدراسیون ثبت نام می کند گرچه او می گوید اگر جنگ اول (زودتر) بردگانش را آزاد نمی کرد خود او بعد از مرگ پدرش این کار را می کرد. با اینکه خیلی از دوستان و خویشاوندان او در جنگ داخلی کشته می شوند او زنده می ماند و عواقب وحشیانه و بی رحمانه آن را می بیند. اشلی در ذهن اسکارلت حتی در طول سه ازدواجش "شوالیه‌ای کامل" است. "اسکارلت او را دوست داشت و می خواست اما او را درک نمی کرد."در وارث خوش تیپ، جوانمرد و شرافتمند مزارع نزدیک تارا که همواره اسکارلت را مسحور خود می‌کند. او بعد از جنگ روحیه غمگین و ناامیدی دارد و از ازدواج نکردن با اسکارلت احساس پشیمانی می‌کند. اشلی فردی متعهد به شرف و سنت‌های جنوبی است و نمی‌تواند با جنوب بعد از جنگ سازگار شود. می‌توان او را نماد ارزش‌های سنتی جامعه دانست.
- ملانی همیلتون ویلکز

همسر و دخترخاله اشلی است. ملانی یک زن جنوبی متواضع آرام و مهربان است. همان طور که داستان پیش می رود به تدریج ملانی از نظر جسمی ضعیف‌تر می شود. ابتدا با زایمان سپس با "کار سختی که در تارا انجام داده بود." ملانی بعد از یک سقط جنین می میرد. همانطور که رت باتلر می گوید: "او هیچوقت هیچ قدرت جسمی نداشت. او هیچوقت چیزی جز قلب (خوش قلبی) نداشت.ملانی مورد نفرت و حسادت اسکارلت قرار دارد اما پس از این که در طول جنگ داخلی دچار رنج‌های مشترک می‌شوند پیوندی عمیق بین آن‌ها ایجاد شده و در نهایت اسکارلت متوجه می‌شود که عشق و حمایت ملانی همیشه منبع قدرت او بوده‌است. ملانی نیز مانند اشلی مظهر ارزش‌های قدیم جنوبی است اما در مقابل رویاپردازی‌های پوچ اشلی، با قدرت درونی آرام اما قوی با دنیا روبرو می‌شود.

### خانواده نزدیک اسکارلت:
- الن روبیلار اوهارا

مادر اسکارلت است. او از نوادگان خانوادهٔ اشرافی و از تبار فرانسوی روبیلار است. الن بعد از دست دادن عشق حقیقی‌اش فیلیپ روبیلار که در دعوایی در یک میخانه میمیرد با جرالد اوهارا که ۲۸ سال از او بزرگتر است ازدواج می کند. او تصور اسکارلت از "یک بانوی بزرگ و عالی" است. الن تمام جنبهٔ‌های خانه را اداره می کرد و از بردگان و همچنین سفیدپوستان فقیر پرستاری می کرد. او پس از پرستاری از امی اسلاتری در آگوست ۱۸۶۴ بر اثر حصبه درگذشت. این زن بسیار رک، مهربان و در عین حال قوی و محکم است. الن زیبایی خیره ای کننده ای نیز دارد و یه همین منظور جرالد را محو خودش می‌کند و این میل به زیبایی در او باعث می‌شود که اسکارلت نیز به این میل و این رویکرد در زندگی تمایل پیدا کند.
- جرالد اوهارا

او پدر ایرلندی اسکالت است. سوارکار عالی‌ست و دوست دارد که سوار بر اسب در حال مستی از حصارها بپرد که در نهایت به مرگ او منجر می شود. ذهن جرالد پس از مرگ همسرش، الن، سردرگم و گیج می شود.جرالد مردی است بسیار قوی، پولدار و متمول که شخصیت او در اسکارلت نیز بسیار متجلی شده‌است. در واقع اسکارلت همان نسخهٔ رشد یافتهٔ پدر خود به لحاظ قدرت اجتماعی و همچنین نگرش‌های روحی است. از سویی دیگر نیز اسکارلت، عشق پدرش به جنوب و تارا را در دل خود نیز زنده می‌کند و این جرالد اوهارا است که سرمایهٔ عظیم روحی اسکارلت را فراهم می‌کند.
- سوزان الینور "سوالن" اوهارا بنتین

خواهر کوچک اسکارلت می‌باشد که در سال ۱۸۴۶ به دنیا آمده است و اسکارلت بیشتر به دلیل عقیده اش در مورد اینکه سوالن"یک خواهر رو اعصاب با ناله و زاری و خودخواهی اش است" از او بیزار است. او در دوران محاصره آتلانتا دچار حصبه می شود. بعد از جنگ اسکارلت نامزد او فرانک کندی را می دزدد و با او ازدواج می کند. بعدا سوالن با ویل بنتین ازدواج می کند و آنها و صاحب دختری به نام "سوزی" می شوند.
- کرولاین آیرین "کارین" اوهارا

کوچک‌ترین خواهر اسکارلت که در سال ۱۸۴۸ به دنیا آمده است. او هم مانند سوالن در دوران محاصره آتلانتا به بیماری حصبه مبتلا می شود. او مجذوب برنت تارلتون می شود و بعدا با او نامزد می کند. برنت در جنگ می میرد. کارین که از مرگ برنت دل شکسته است در نهایت به صومعه می پیوندد.
- جرالد اوهارا جونیور

سه پسر الن و جرالد که کودکی مرده و در فاصله صد یاردی از خانه دفن شده‌اند. هر کدام به نام پدرشان نام‌گذاری شدند. آنها متوالی به دنیا آمده و مردند. روی سنگ قبر هر کدام نوشته شده "جرالد اوهارا جونیور"
- چارلز همیلتون

چارلز همیلتون برادر ملانی است و نخستین همسر اسکارلت است. چارلز مردی خجالتی و دوست داشتنی‌ست. او پدر وید هامپتون است. چارلزبر اثر ذات‌الریه ناشی از سرخک قبل از رسیدن به میدان جنگ یا دیدن پسرش دوماه بعد از ازدواج با اسکارلت می میرد. اسکارلت به این شخصیت هیچ احساسی نداشته و تنها به این دلیل که از اشلی انتقام بگیرد، با او وارد یک رابطهٔ احساسی می‌شود. چارلز نیز یکی دیگر از فریب خوردگانی است که اسکارلت از آن‌ها استفاده می‌کند. در واقع می‌توان این دید را ارائه کرد که مارگارت میچل از شخصیت چارلز، به عنوان یک شخصیت مکمل استفاده می‌کند تا سیر زندگی اسکارلت را نشان دهد.
مرگ چارلز در همان ابتدای زندگی، باعث می‌شود که اسکارلت بیوه شود. این امر در زندگی اسکارلت بسیار تأثیر می‌گذارد، چرا که اسکارلت به زودی در می‌یابد که انتظارات جامعهٔ اطرافش از بیوه بودن چیست و این باعث تغییر دیدگاه‌های او، حتی پوشش او در بازه ای از زمان می‌شود. از سوی دیگر باید گفت که بسیاری از معتقدین به این امر اشاره می‌کنند که این اتفاق، یعنی بیوه شدن اسکارلت در این بخش از زندگی او، مقدمهٔ شخصیتی قوی و مستحکم را برای او فراهم می‌کند.
- وید همپتون همیلتون

پسر چارلز و اسکارلت که در اوایل سال ۱۸۶۲ به دنیا آمده است. اسم او از افسر فرمانده پدرش [./Https://en.wikipedia.org/wiki/Wade_Hampton_III وید همپتون سوم] گرفته شده. او روحیهٔ مبارزه جویانهٔ پدرش را در نگهداری و پاسداشت سنت‌ها بسیار اعمال کرده‌است.
- فرانک کندی

نامزد سابق سوالن و دومین شوهر اسکارلت است. فرانک  مسن است و فرد مجذوب کننده‌ای نیست. در اصل او از سوالن خواستگاری می کند ولی در عوض اسکارلت برای پولش با او ازدواج می کند تا بتواند مالیات تارا را پرداخت کند.فرانک قادر به درک ترس‌های اسکارلت و مبارزه ناامیدانه او برای بقا پس از جنگ نیست. او حاضر نیست در تجارت به اندازه اسکارلت بی‌رحم و سرسخت باشد. فرانک بدون اینکه اسکارلت بداند درگیر Ku Klux Klan است. به گفته رت باتلر او در حال تلاش برای دفاع از شرافت اسکارلت بعد از اینکه به او (اسکارلت) حمله شد با شلیک گلوله به سرش کشته می شود.او یکی از مهربان‌ترین اشخاصی است که در طول داستان در مسیر راه اسکارلت قرار می‌گیرد. او به اسکارلت کمک می‌کند تا روی پای خودش بایستد و با اندک سرمایه ای که در اختیار او می‌گذارد، بستر مناسبی برای رشد او فراهم می‌کند. اما از سویی دیگر شما این نکته را نیز در اسکارلت و احساس او نسبت به این شخصیت می‌بینید که اسکارلت او را به چشم یک ابزار نگاه می‌کند، چرا که با فریب او باعث می‌شود که وی از نامزدش جدا شده و به ازدواج او در آید. نقش او در رمان بر باد رفته یک انسان فریب خوردهٔ هوس است که تنها در بازه ای زمان به اسکارلت کمک می‌کند تا مبانی پرداخت مالیات تارا را فراهم می‌کند.
- الا لورنا کندی

دختر اسکارلت و فرانک است.
- یوجین ویکتوریا "بانی بلو" باتلر

دختر زیبا و لوس رت و اسکارلت است. از نظر ظاهر و خلق و خوی ایرلندی مانند جرالد اوهاراست. چشم های آبی او را نیز دارد. او مورد علاقه پدرش قرار می گیرد و بعداً در هنگام سواری بر اسبش در یک تصادف مرگبار می میرد. او به مانند مادرش رنج‌های بسیار تحمل می‌کند و قدرتمند می‌شود. او رت را به شدت مورد احترام قرار می‌دهد و در نهایت نیز این احترام را نصیب اسکارلت می‌کند.

### تارا:
- مامی

مامی پرستار دوران کودکی اسکارلت است. برده‌ای که در اصل متعلق به مادربزرگ اسکارلت بوده و مادر اسکارلت الن اوهارا را نیز بزرگ کرده است. او نماد اخلاق محوری و وفاداری است و همین امر او را در خانوادهٔ اوهارا ماندگار کرده‌است. او حتی یکی از کسانی بود که پس از مرگ در کنار اسکارلت ماند و به او وفادار بود.
- پورک

خدمتکار و نخستین بردهٔ جرالد اوهارا است. جرالد پورک را در یک بازی پوکر برنده شد. (همانطور که خود مزرعه تارا را در یک بازی پوکر دیگر برد). وقتی جرالد از دنیا رفت اسکارلت ساعت جیبی او را به پورک داد و پیشنهاد کرد ساعت حکاکی شود اما پورک این پیشنهاد را رد می کند. پورک برده‌ای بسیار وفادار است و فداکاری‌های بسیاری را نسبت به خانواده ای اوهارا از خود نشان داده‌است
- دیسلی

همسر پورک و زنی برده شده از تبار مختلط سرخپوستی و آفریقایی است. اسکارلت پذرش را تشویق می کند تا او و دخترش را از جان ویلکز بخرد لطفی که دییسلی هرگز فراموش نمی کند.
- پریسی

دختر دیسلی و پورک است. پرستار وید است و با اسکارلت به آتلانتا می رود.
- جوناس ویلکرسون

ناظر یانکی تارا قبل از جنگ داخلی است.
- بیگ سام

برده‌ای قوی و سخت‌کوش و سرکارگر در تارا است. در بی قانونی پس از جنگ سم اسکارلت را از دست دزدان احتمالی نجات می دهد.
- ویل بنتین

یک سفیدپوست روستایی فقیر اهل جورجیای جنوبی است. ویل بخشی از پای خود را در جنگ از دست داده و با کمک یک کنده چوب راه می رود. او در طول سفرش به خانه از جنگ توسط اوهارا ها پذیرفته می شود. پس از بهبودی او برای مدیریت مزرعه آنجا می ماند. او که عاشق کارین اوهارا است بعد از ملحق شدن او به صومعه ناامید می شود. او بعدا با سوالن ازدواج کرده و صاحب فرزندی به نام سوزی می شوند.

### خانواده ویلکز:
- ایندیا ویلکز

خواهر اشلی و هانی ویلکز است. او به عنوان فردی ساده توصیف شده. قبل از اینکه استوارت و برادرش برنت هر دو عاشق اسکارلت شوند او و استوارت به یکدیگر علاقه‌مند بودند.
- هانی ویلکز (نام خانوادگی بعد از ازدواج او نامشخص است)

خواهر ایندیا و اشلی ویلکز است. او به عنوان فردی با داشتن "نگاهی عجیب مانند خرگوشی بی مژه" توصیف شده.
- جان ویلکز

صاحب "دوازده بلوط" و پدر سالار خانواده ویلکز است. (پدر اشلی ایندیا و هانی ویلکز). جان ویلکز فردی تحصیلکرده و مهربان است که در جریان محاصره آتلانتا کشته می شود.

### خانواده تارلتون:
- پسران تارلتون: بوید‌‌‌، تام و دوقلو ها برنت و استوارت

پسران موقرمز تارلتون که عاشق شوخی های عملی و شایعات بودند و به گفته مادرشان "از بلاهای مصر بدتر" بودند. دوقلوهای جدانشدنی، برنت و استوارت در ۱۹ سالگی، شش فوت و دو اینچ قد داشتند. هر چهار پسر در جنگ کشته شدند. دوقلوها فقط چند لحظه بعد از دیگری در نبرد گتیزیرگ کشته شدند. بوید جایی در ویرجینیا دفن شد.
- دختران تارلتون: هتی، کامیلا، راندا و بتسی

دختران خیره‌کننده تارلتون که دارای طیف‌های متفاوتی از موهای قرمز هستند.
- بئاتریس تارلتون

بانوی مزرعه‌ی فیرهیل است. او زنی پرمشغله بود که یک مزرعه پنبه بزرگ، صد سیاهپوست و هشت فرزند و بزرگترین مزرعه پرورش اسب در جورجیا را اداره می کرد. فردی تندمزاج که عقیده داشت: "هر از چند گاهی یک شلاق به پسرانش آسیبی نمی رساند".

### خانواده کالوِرت:
- ریفورد، کید و کیتلین

همسایگان اوهاراها در شهرستان کلایتون از مزرعه دیگری به نام شکوفه کاج هستند. کیتلین کالورت دوست اسکارلت بود. پدر بیوه آنها هیو با یک خانم یانکی ازدواج کرد. ریفورد در گتیزبرگ کشته می شود. در کنار اسکارلت کیتلین زیبایی‌های بیشتری از هر دختر در آنجا داشت، اما در نهایت با ناظر سابق یانکی خود، آقای هیلتون ازدواج می کند.

### خانواده فونتین:
- جو، تونی و الکس به خاطر تندخویی‌شان معروف‌اند. جو در گتیزبرگ کشته می شود، در حالی که تونی جان ویلکرسون را در یک میخانه می کشد و به تکزاس می گریزد، الکس را تنها می گذارد تا به کارهای مزرعه‌شان رسیدگی کند. مادربزرگ فونتین، که همچنین به عنوان خانم پیر شناخته می شود همسر داک فونتین پیر و مادربزرگ پسران است. خانم جوان و دکتر فونتین جوان، والدین پسران، سالی مونرو فونتین، همسر جو، خانواده باقی مانده از مزرعه میموسا را تشکیل می دهند.

- امی اسلاتری ویلکرسون

یک زن سفیدپوست فقیر است. دختر تام اسلاتری، خانواده‌اش در سه هکتار در امتداد باتلاق بین مزارع اوهارا و ویلکز زندگی می‌کردند. امی یک فرزند نامشروع مرده به دنیا آورد که پدرش جوناس ویلکرسون، یک یانکی و ناظر در تارا بود، و الن اوهارا به عنوان ماما در طول زایمان امی حضور داشت.امی بعداً با جوناس ازدواج کرد. پس از جنگ، با پول نقد، آنها سعی می کنند تارا بخرند، اما اسکارلت این پیشنهاد را رد کرد.

### آتلانتا:
- سارا جین "پیتی پات" همیلتون

عمهٔ چارلز و ملانی است. در کودکی به خاطر راه رفتن روی پاهای ریزش لقب "پیتی‌پات" را گرفت. عمه پیتی‌پات یک پیردختر است که درخانه‌ای با آجر قرمز در انتهای آرام خیابان پیچ‌تری در آتلانتا زندگی می کند. نیمی از این خانه متعلق به اسکارلت است (بعد از مرگ چارلز). امور مال او توسط برادرش هنری همیلتون انجام می شود که عمه پیتی‌پات هیچ اهمیتی به او نمی دهد. عمه پیتی‌پات چارلز و ملانی را بعد از مرگ پدرشان با کمک قابل توجه برده‌اش عمو پیتر بزرگ کرد. اسکارلت در دورهٔ اقامتش در آتلانتا در منزل او زندگی می‌کند.

#### هنری همیلتون
برادر عمه پیتی‌پات، وکیل دادگستری و عموی چارلز و ملانی است.

##### عمو پیتر
برده‌ای مسن است که به عنوان خدمتکار و راننده کالسکه‌ی عمه پیتی‌پات خدمت می کند. عمو پیتر از چارلز و ملانی همیلتون در وقتی کوچک بودند مراقبت می کرد.

##### بورگارد "بو" ویلکز
پسر ملانی و اشلی که با شروع محاسره در آتلانتا به دنیا می اید و پس از تولد به تارا منتقل می شود.

##### آرچی
یک محکوم سابق و سرباز سابق کنفدراسیون است که قبل از جنگ به دلیل قتل همسر زناکارش (که با برادر خود آرچی رابط نامشروع داشت) زندانی شد. آرچی توسط ملانی پذیرفته و بعدا راننده (کالسکه) اسکارلت می شود.

##### خانواده مید
جامعه آتلانتا دکتر مید را "ریشه تمام قدرت و تمام خرد" می داند. او از سربازان مجروح در طول محاصره با کمک ملانی و اسکارلت مراقبت می کند. خانم مید در کمیته the bandage-rolling است. دو پسر آنها در جنگ کشته می شوند.

## نقد ادبی داستان
رمان بر باد رفته را می‌توان به جد یکی از گران مایه‌ترین آثار ادبی آمریکا هم به لحاظ فرم و هم به لحاظ معنا و محتوا دانست. اگر نگاهی دقیق به تاریخ نوشتار این رمان داشته باشیم و همچنین مروری بر افکار مارگارت میچل، نویسندهٔ رمان بر باد رفته، را مایهٔ کار خویش قرار دهیم، به نکات جالب توجهی دست می‌یابیم که می‌تواند برای ما مشعله‌های فهم این رمان را بیش از پیش در اختیار ما قرار دهد.
نخستین شیوه ای که در بیان نقد این داستان در پیش می‌گیریم، این است که نگاهی به شخصیت و درون مایهٔ آثار مارگارت میچل می‌اندازیم و سپس از او می‌خواهیم که خود به وضوح لایه‌های رمان بر باد رفته را برای ما تفکیک کند و پیام‌های خویش را بر ما آشکار کند. این امر، یکی از رایج‌ترین گونه‌های نقد ادبی است. در واقع ما می‌توانیم خودمان را در یک مصاحبه با شخصیت اصلی نویسنده قرار بدهیم و از او بخواهیم که بار دیگر خود را به فضای داستان ببرد و بر اساس روایت مستندی به ما از جای جای داستان و معانی پشت آن اطلاعاتی در اختیار قرار دهد.
منظره ای که ما از مارگارت میچل، آن هم در قالب یک گفتگوی مستند از او در اختیار داریم، سخنان او پس از انتشار کتاب ” بر باد رفته ” است. پس از انتشار این کتاب یادداشتی از او به یادگار می‌ماند که نشان از درجهٔ والای تفکرهای وی نسبت به نگارش رمان بر باد رفته‌است. او می‌گوید: ” اگر قرار باشد برای این رمان مضمونی انتخاب کنیم، من بقا را ترجیح می‌دهم. چه چیزی باعث می‌شود یک فرد بتواند در مقابل این فجایع دوام بیاورد و همچنان شجاع، قوی و توانا باقی بماند؟ در هر تغییر و تحول بزرگی می‌توانیم چنین چیزی را مشاهده کنیم. عده ای دوام می‌آورند و عده ای دیگر از بین می‌روند.
آن‌هایی که در این نبردها سربلند بیرون می‌آیند در مقایسه با بقیه چه ویژگی‌هایی دارند؟ از نظر من بازمانده‌ها مهم‌تر از همه یک ویژگی دارند: قوه ابتکار. من دربارهٔ مردمی می‌نویسم که ابتکار دارند. ”. این یادداشت از او می‌تواند، جرقهٔ شناخت تفکرات میچل را به عنوان یک نویسندهٔ فعال و صاحب اندیشه در ما ایجاد کند. نخستین مقوله و مفهومی که می‌توان از سخنان میچل برداشت کرد این است که او به ” مفهوم بقا ” اشاره دارد. بقا یک مفهوم کاملاً انسانی است. بقا پروسه ای را در ذهن ایجاد می‌کند که کاملاً روایت انسانی ای از زندگی ارائه می‌دهد. از نگاه علم فلسفه و همچنین از نگاه منتقدین ادبی، ” بقا ” عاملی است که در پی انتخاب‌های انسانی صورت می‌گیرد. شاید برای شما هم سؤال پیش آمده باشد که بقا واژه ای است که ما برای همگان به کار می‌بریم و شاید برای حیوان نیز بتوان از آن استفاده کرد، اما حقیقت امر این است که یک انتخاب واژگان غلط برای یک نجات و یک برجا ماندن در هستی است.
بقا چیزی است که تنها متعلق به انسان است. چرا که بقا انتخاب را در دل خود به همراه دارد و این ارادهٔ انسان است که برای او شرایطی را رقم می‌زند که در طی آن به یک بقا برسد یا اینکه در سیل فنا از میان برود. این اتفاق در دیگر اجزای هستی وجود ندارد. برای دیگر اجزای هستی تنها می‌توان یک حال تصور کرد و آن مفهوم ” نجات ” است، نجات از چیزی که هیچ تأثیری در آن ندارند. به هر طریق باید ریشهٔ این قضیه را به‌طور فلسفی دنبال کرد، اما شما همین پیش فرض را در ذهن خود نگه دارید که بقا یک مفهوم کاملاً انسانی است و ارادهٔ انسان را شامل می‌شود.
میچل نیز به این اشاره می‌کند که رمان او رمان بقا است. در واقع باید دو سؤال در این‌جا مطرح کرد، نخست آنکه بقای این رمان در باب چه شخصیتی ذکر می‌شود؟ و این بقا در پی چه اتفاقاتی و در پی فرار از کدام فنایی صورت می‌گیرد؟ رمان بر باد رفته بر گرد یک شخصیت اصلی به نام اسکارلت اوهارا می‌گردد. او شخصیتی است که در طول داستان بر باد رفته تحولی را از خود نشان می‌دهد که تنها و تنها برای زنده ماندن است. زنده ماندنی که به دنبال ارزش هاست. حال نوبت آن است که نگاهی به شخصیت اسکارلت داشته باشیم. شخصیتی که دقیقاً مفهوم بقا را برای ما معنا می‌کند. اسکارلت فردی است که در داستان دچار شخصیت‌های گوناگون است اما این شخصیت به هر طریق، یک اصل و یک نماد را در زندگی خود برقرار می‌دارد و آن سرسختی برای رسیدن به موفقیت است.
رمان بر باد رفته نشان از اسکارلتی دارد که در زندگی خویش از تمامی ابزارهای مورد نیاز استفاده می‌کند تا که به آنچه که در دل دارد برسد. او دقیقاً مفهوم بقا را برای ما معنا می‌کند. مفهومی که بیش از هر چیز برای میچل مهم است و در دل داستان خود به آن بسیار می‌پردازد. اما دیگر واژه ای که او در یادداشت بعد از انتشار کتاب منتشر می‌کند ذکر این نکته است که او از مفهوم ” بازمانده هاً استفاده می‌کند. بازمانده‌ها در این داستان رت و اسکارلت هستند. کسانی که فراز و نشیب‌ها را دیدند، همه چیز را به جان خریدند تا اینکه سر از درون اجتماع مردهٔ خویش بیرون بیاورند. اسکارلت و رت دقیقاً یک بازمانده اند، چرا که آنها خیلی خوب به مهارت مبارزه کردن آشنایی یافته‌اند. از نگاه میچل برای بقا باید مبارزه کرد. مبارزه ای که درگیری اهداف و جان آدمی است.
اسکارلت و رت کسانی هستند که خود را با هر شرایطی وفق داده‌اند و شاید بهترین واژه به جای وفق دادن، این است که مبارزه می‌کنند. و این ترجمان تمام مفاهیمی است که مارگارت میچل در نوشتهٔ پس از انتشار کتابش قصد به بیان آن را دارد. اما سؤالی که باید به آن پاسخ داد این است که شرایطی که آن‌ها خود را با آن وفق می‌دهند، چه شرایطی ست؟ در رمان بر باد رفته جامعه ای به تصویر کشیده می‌شود که جامعه سنت جنوب، همیشه درگیر جنگ است. این جنگ برای اهالی جنوب یک مفهوم فاجعه گون است و برای آن‌ها بدبختی به همراه آورده‌است. این نکته نیز بدیهی است. طبیعی است که در هر جامعهٔ جنگ زده‌ای افراد با مفهوم فقر و فلاکت روبرو هستند و دچار بدبختی می‌شوند.
اما این میان چه کسی یا چه کسانی به مفهوم بقا می‌رسند و بازمانده می‌شوند؟ چه کسانی می‌توانند با استفاده از این شرایط، سر خود را از این فلاکت بیرون آورده و در میان جنگ خود را دچار خوشبختی و رفاه کنند. این جاست که ما باز هم به بخش دیگری از یادداشت میچل می‌رسیم که می‌گوید ” من برای بازمانده‌ها می‌نویسم، بازماندگانی که ابتکار دارند. ”. این ابتکار دقیقاً جایی خودش را نشان می‌دهد که رت با استفاده از شرایط جنگ کاری می‌کند که پولدار شود و سرمایه‌دار شود. این قضیه حتی برای اسکارلت نیز صدق می‌کند. او با تأسیس یک کارگاه چوب در شرایطی که همه در حال درگیری و جنگ هستند، به ثروت می‌رسد و خود و جامعهٔ خود را از شرایط اسفباری ک به آن دچار هستند، رهایی می‌دهد و به بقا می‌رسد.
ملانی و اشلی دیگر کسانی هستند که خود را برای وفق دادن با شرایط جنگ آماده می‌کنند اما با شکست روبرو می‌شوند. آن‌ها نشان دهندهٔ زندگی سنتی جنوب هستند، زندگی ای که در آن ابتکاری وجود ندارد. بعد از این که جنگ به پایان می‌رسد، اشلی بیشتر پول خود را صرف می‌کند و به یاد روزهای گذشتهٔ خویش خیال بافی می‌کند و زندگی اش را صرف هیچ و پوچ می‌کند. او در نهایت حتی به یک کشاورز فقیر تبدیل می‌شود. اما این در حالی است که حتی بعد از اینکه اسکارلت به او یک شغل هم می‌دهد، او در آن شغل نیز ناموفق می‌شود و مجبور به ترک می‌شود.
اشلی دقیقاً می‌داند که چه چیزی در جهان او در حال رخ دادن است در نهایت همان اتفاقی رخ خواهد داد که هنگام نابودی یک تمدن رخ می‌دهد. افرادی که عقل دارند و شجاع هستند زنده می‌مانند و بقیه، نابود خواهند شد و اشلی نیز می‌داند که جز دستهٔ دوم است. اما هنگامی که به ملانی می‌رسیم، اوضاع کمی رو براه تر است. همان‌طور که در تحلیل شخصیت ملانی نیز خدمتتان عرض کردیم، او شخصیتی متعادل است و آرامش بهتری را در کنار آمدن با واقعیت دارد.
او در هر بحرانی سعی می‌کند خودش را باقی نگه دارد و در این راه نیز از حمایت‌های به ظاهر سرپرستانهٔ اسکارلت بهره می‌گیرد. او در ادامه حتی آنچنان قوی می‌شود و آنچنان استحکامی از خود نشان می‌دهد که خود شخصیت اسکارلت را نیز تحت تأثیر قرار می‌دهد. اما تنها نکته ای که نمی‌گذارد او به آنچه که باید به آن برسد، یعنی بقا، دست پیدا کند، گذشته نگری اوست. او برخلاف رت و اسکارلت، همیشه نگاهی به گذشته دارد و این نگاه به گذشته کلیت زندگی او را تشکیل می‌دهد.
اما بگذارید کمی از فضای یادداشت میچل فاصله بگیریم و به دل رمان سفر کنیم، جایی که بسیاری از گره‌های کور در آن باز می‌شود و دغدغه‌های بسیاری را می‌توانیم از دل آن بیاموزیم. یکی از دغدغه‌های ذهنی نویسندهٔ این کتاب، که به‌طور اختصاصی در این کتاب به آن پی می‌بریم، مقولهٔ عشق است. میچل، خود یک زن است. زنی که طبعاً با دنیای ادبیات سر و کار دارد و بسیار عاشقانه نیز می‌نویسد. از این رو می‌توانیم بگوییم که عشق، نه تنها یک دغدغهٔ ادبی برای میچل است، بلکه یک دغدغهٔ انسانی نیز برای او فراهم ساخته‌است و این باعث شده‌است که ما تجلی افکار میچل را در این رمان مشاهده کنیم. در باب عشق و تجلی افکار عاشقانهٔ او باید چنین گفت که: ” عشق در رمان بر باد رفته، حاوی آموزه‌ها و درس‌های بسیاری است.
هر کدام از شخصیت‌های داستان به گونه ای با مفهوم عشق در گیر هستند و هر کدام نیز به نوعی با آن سر و کار دارند. اسکارلت، یکی از آن شخصیت هاست که تا پایان رمان نیز علی‌رغم تمام موفقیت‌ها اما به عشق و معنای واقعی آن پی نمی‌برد. او عاشق اشلی است اما او در این انتخاب و در این عشق، دچار یک سوءبرداشت می‌شود و این امر باعث می‌شود که شکست عشقی خود را تجربه کند. و او هنگامی که اشلی با ملانی ازدواج می‌کند به قصد انتقام از اشلی با چارلز وارد یک رابطهٔ عاطفی می‌شود. میچل به صراحت در این کتاب اشاره می‌کند که حرکت اسکارلت یک حرکت انتقامی است و عشقی در کار نبوده‌است.
این همان درک نا صحیح و نا درست از عشق را در شخصیت اسکارلت نشان می‌دهد. شخصیتی که علی‌رغم شیفتگی بسیار بالا، عشق را تجربه نمی‌کند. هر چند که عشق اسکارلت به اشلی یک محرکهٔ داستانی است اما مهم‌ترین و دردناک‌ترین نتیجه علاقه اسکارلت به اشلی این است که باعث می‌شود او به عشق و حمایتی که رت باتلر در طول سال‌ها نثارش می‌کند، پی نبرد. همین عشق باعث می‌شود که متوجه میزان شباهت خودش با رت نشود. او هم چنین متنفر است از این که رت می‌تواند به تک تک افکار و اعمال او پی ببرد و در برابر او نمی‌تواند هیچ نقشه و حربه ای به کار ببرد.
شاید این بخش از داستان که اسکارلت متوجه عشق رت به خودش نمی‌شود و در عوض علاقه کورکورانه خود به اشلی را پی می‌گیرد باعث خستگی مخاطب شود. در نهایت، اسکارلت متوجه می‌شود که تنها عاشق یک نسخه خیالی از اشلی بوده‌است. او عاشق رت می‌شود، ولی دیگر دیر شده‌است. چرا که رت نیز دیگر علاقه ای به او ندارد و اینجاست که ما باز هم با مفهوم گمگشته و بر باد رفته از عشق روبرو می‌شویم.
پس می‌توان این نتیجه را حاصل کرد که نگاه میچل به عنوان نویسنده به مفهوم عشق، نگاهی است سرشار از پیچیدگی‌ها که با روحیات انسان‌ها گره خورده‌است. میچل به عنوان یک نویسندهٔ قهار به این نکته اشاره می‌کند که انسان‌های بازمانده نیز با تمام مهارت و ابتکاری که در این مسیر به خرج داده‌اند، می‌توانند از عشق بی نصیب باشند. عشق مفهومی بسیار مستقل در رمان بر باد رفته‌است و آن را نمی‌توان با هیچ حوزهٔ دیگری از تفکر سنجید. از این روست که باید بگوییم، نهایت هوشیاری نویسندهٔ رمان بر باد رفته، در نگاه ویژه ای به عشق و درک صحیح از آن در زندگی رقم می‌خورد.
دیگر مفهومی که از دل این داستان می‌توان بیرون کشید، روایت جامعه و فرهنگ‌های اجتماعی است. اگر به دقت به ساختار جامعهٔ اجتماعی جنوب نگاه کنیم، در می‌یابیم که ساختار جامعهٔ جنوب به شدت دچار تبعیض‌های جنسیتی است. در این جامعه، به زنان یاد می‌دهند که به فکر ازدواج با مردان پول‌دار باشند، چند بچه به دنیا بیاورند و کارهای خانه را انجام دهند. اسکارلت اما همان موقع متفاوت فکر می‌کند. او می‌خواهد کاری بیش از اغواء مردان و خانم بودن انجام دهد. ذات واقعی او بی رحم و خودخواه است و هیچ شباهتی با خانم‌های اطراف خود ندارد.
این احساس اوست که در آینده ای نه چندان دور، مرکز ثقل تمام تغییرات او می‌شود. اسکارلت، وقتی وارد دنیای تجارت می‌شود به لطف همین حسابگری‌ها موفق می‌شود رقبا را از پیش رو بردارد. در بستری گسترده‌تر، او باهوش است، به سرعت می‌تواند به فرصت مورد نظر خود دست پیدا کند و به دنبال آرزوهایش برود، صرف نظر از این که چه بهایی باید بپردازد. جنگ عاملی است که باعث می‌شود اسکارلت جایگاه خود به عنوان یک دختر زیبا و موقر جنوبی را کنار بگذارد و به یک تاجر موفق تبدیل شود. پیش از جنگ، منبع درآمد اصلی مردم جنوب کشاورزی بود. مردان و زنان هرکدام وظیفه معینی داشتند.
مردان کارهای کشاورزی را انجام می‌دادند و زنان هم به کارهای خانه و تأمین خورد و خوراک برده‌ها می‌پرداختند. اما این روایت، پس از جنگ دچار تغییر می‌شود. نگاه جالبی که میچل به جنگ داشته‌است، ذکر این نکته است که جنگ‌ها هر چند ویرانی‌ها را به همراه دارند اما باید به این نکته نیز اشاره کرد که این ویرانی‌ها گاه موجب از هم فروپاشی بسیاری از تفکرات غلط در انسان‌ها باشد. تفکرات غلطی که بنیاد فکری هر جامعه را تشکیل می‌دهند و موجبات خشونت‌ها و تبعیض‌های انسانی و فرهنگی و خصوصاً جنسیتی می‌شوند. از نگاه میچل، جنگ‌ها همیشه بد نیستند، بلکه می‌توانند مبانی تحول را نیز فراهم کنند. ما در دورهٔ پس از جنگ می‌بینیم که اسکارلت به تدریج همچون یک مرد عمل می‌کند و حرف می‌زند. او مسئولیت تارا را به عهده می‌گیرد، به اشلی و خانواده اش کمک می‌کند و حتی او را به استخدام خود درمی‌آورد. هم چنین عدم تمایل اسکارلت به بچه دار شدن در آن زمان امری بسیار غیرمعمول بود. این مسئله نشان دهنده میزان جسارت اسکارلت در کنار زدن قواعد سنتی است. و این‌ها همه چیزهایی است که جامعهٔ سنتی اجازهٔ میدان دادن به آنها را نمی‌داده‌است و این تنها خوش‌یمنی جنگ بوده‌است که چنین تغییراتی در بستر یک اجتماع رخ می‌دهد.
رمان بر باد رفته را به حقیقت نمی‌توان در هیچ مقاله ای خلاصه کرد و نمی‌توان هیچ پایانی بر روند تحلیلی آن بنا کرد، بلکه تنها می‌توان گفت و به قدر وسع از این رمان صحبت کرد. مطمئناً شما نیز پس از خواندن این رمان، به نکاتی دست خواهید یافت که به شدت کارساز هستند و حتی می‌توانند در این تحلیل مکمل کار ما باشند. در واقع رمان بر باد رفته، تنها زندگی یک انسان نیست زندگی یک تاریخ است و این تاریخ است که همیشه برای ما درسهای فراوانی به همراه دارد. پس به هنگام خوانش این رمان، سعی کنید نگاهتان را و زاویهٔ دیدتان را کمی از اسکارلت بگیرید و به محیط و جامعهٔ او نیز توجهی ویژه داشته باشید. مطمئن باشید که این رمان به شما یک قدرت تحلیل ادبی بسیار بلند مرتبه عطا می‌کند و یک درسنامهٔ معرفت آموزی در دنیای مدرت را برای شما به ارمغان خواهد داشت.

## برخی عبارات مشهور کتاب
فردا… بهتر است راجع به این موضوع فردا فکر کنم! فردا همیشه برای فکر کردن بهتر است.
”پاپا چطور می‌توانست دربارهٔ قلعهٔ سامتر و یانکی‌ها صحبت کند در حالی که می‌دانست قلب او شکسته‌است؟ مثل هر جوان دیگری اسکارلت تعجب می‌کرد که مردم چگونه می‌توانند این همه به دردهای او بی اعتنا باشند و دنیا چطور می‌تواند به گردش خود ادامه دهد، در حالی که قلب او رنجیده و مجروح است.
خیلی بیش از آنچه بتواند تصورش را بکند عوض شده بود. آن پوستهٔ سخت و ضخیمی که از چندی پیش به دور قلبش می‌پیچید و حصاری ایجاد می‌کرد اکنون سخت‌تر شده و رو به ضخامت می‌رفت.
چقدر ناگوار است که زنی یک مرتبه در زندگی با بدترین حادثهٔ عمرش روبه رو شود. می دانی عیبش کجاست؟ برای اینکه اگر با یک چنین پیش آمدی برخورد کرد آنوقت روحیه اش عوض می‌شود و دیگر برای هیچ چیز ارزشی قائل نیست – خیلی تاسف دارد که زنی به آن مرحله برسد.
اسکارلت از من بشنو و در زندگی همیشه از یک چیزی بترس، همان‌طور که به چیزی یا به کسی در زندگی عشق داری. برای اینها زندگی جز پول و غلام و تفریح چیز دیگری نبود. حالا که هیچ‌کدام از آن‌ها نیست، نسلی شده‌اند که رو به فنا و نیستی می‌روند.
زندگی تعهدی نسبت به ما ندارد که آنچه را که انتظار داریم به ما بدهد.
ما آنچه را که به دست می‌آوریم می‌گیریم و شکر می‌کنیم که بدتر از آن نشده‌است.
قلبم را برایت بریدم تا اگر خواستی آن را بپوشی.
اگر عذرخواهی را به تأخیر بیندازی سخت‌تر خواهد شد و در نهایت غیرممکن می‌شود.
کاش می‌توانستم به کاری که انجام می‌دهی یا جایی که می‌روی اهمیت دهم اما نمی‌توانم! فقط می‌دانم که دوستت دارم، این از بد شانسی توست!

## حواشی و انتقادها
در پی اعتراضات اخیر آمریکا و جنبش ضد تبعیض نژادی بسیاری از شبکه‌های جهانی تصمیم گرفتند فیلم برباد رفته را از شبکهٔ پخش خود پاک کنند. در این مدت یادداشت‌های بسیاری در شبکه‌های اجتماعی در مذمت چنین کتاب‌ها و فیلم‌هایی پخش می‌شد که در آن عملاً نژادپرستی به عنوان یک عنصر اصلی مطرح بود.
بر باد رفته، شرح یکی از مهم‌ترین جنگ‌های داخلی دنیاست که از خلال یک داستان عاشقانه روایت می‌شود. در این جنگ که بین شمال و جنوب آمریکا دربارهٔ برده‌داری رخ داد، نسبتاً برای همیشه برده‌داری -دستکم به معنای کلاسیکش- از بین رفت.
یکی از چیزهایی که در مورد این اثر محل مناقشه است، زاویهٔ دید و روایت است. نویسنده فضا و شخصیت‌های اصلی‌اش را از بین مردمان جنوب (طرفداران برده‌داری) انتخاب می‌کند؛ مهمانی‌های باشکوه ناهار، مراسم رقص و گردهمایی‌ها و آدم‌های سیاه‌پوست که از خدمت به سفیدها و شرافت‌مندی ارباب‌هایشان راضی هستند.
معترضان با دستاویز قرار دادن چنین چیزهایی به مذمت این اثر می‌پردازند. اما اگر نیک بنگریم نباید به ظرافت و هوشمندی نویسنده برای انتخاب موقعیت‌ها و مکان و شخصیت‌ها آفرین گفت؟ مارگارت میچل داستانش را با یکی از میهمانی‌های مجلل شروع می‌کند. (مهمانی‌هایی که به زودی به تاریخ خواهند پیوست و حضوری نوستالژیک پیدا خواهند کرد) در این مهمانی پچ‌پچه‌هایی از یک جنگ قریب‌الوقوع با شمالی‌های مخالف برده‌داری مطرح می‌شود. مردها می‌نوشند، رجز می‌خوانند، به حرف تنها فرد هوشیار و روشنفکر جمع که آن‌ها را از جنگیدن بر حذر می‌دارد توجهی نمی‌کنند و یکی یکی اعلام داوطلبی می‌کنند؛ حساب شمالی‌ها را کف دستشان خواهیم گذاشت، دلیری و شجاعت‌مان را یک‌بار دیگر ثابت خواهیم کرد و الی‌آخر.
جنگ خونین درمی‌گیرد. مزارع از بین می‌روند. خانواده‌ها از هم می‌پاشند. توحش و نکبت همه جا را فرا می‌گیرد و مارگارت میچل از زبان اشلی ویلکز می‌نویسد: «برای چه می‌جنگی؟ تردیدی نیست که این جنگ برای شرافت یا افتخار نیست. جنگ کاری است کثیف! و من از هر چه ناپاک است بدم می‌آید. من سرباز نیستم و سرباز هم به بار نیامده‌ام. دلم نمی‌خواهد در دهانهٔ توپ شهرت و افتخار کسب کنم. بلی محبوبم، من اینجا هستم. در میدان جنگ و آدمکشی، فردی که خداوند از روز اول او را یک روستایی زحمتکش آفرید… من به رأی‌العین می‌بینم که ما را فریب داده‌اند، به ما خیانت کرده‌اند، همان جنوبی‌های خودپرست، همان‌هایی که خیالبافی و گزاف‌گوئی می‌کردند که یک تن جنوبی به آسانی خواهد توانست ده نفر شمالی را نابود کند، ادعای این‌که سلطان پنبه خواهد توانست بر جهان فرمانروایی کند. به ما خیانت کردند، همان‌هایی که کلمات و عباراتی نظیر «سلطان پنبه، ابقای بردگی، حقوق ایالتی و یانکی‌های ملعون» را در دهان جنوبی‌ها گذاشتند و آتش نفرت و خودپسندی را دامن زدند… برای چه می‌جنگی! به یاد حقوق ایالتی و پنبه و غلامان و شمالی‌ها می‌افتم که ما در آن‌ها حس نفرت را به حد اعلای خود پرورش دادیم.» (جلد اول- ت، حسن شهباز-۳۶۰)
آنچه خواندیم از زبان همان شخصیت روشنفکر کتاب است که مجبور شده‌است تن به جنگ بدهد. یکی از شخصیت‌های نسبتاً اصلی در داستان، که عملاً کسی حرف او را نمی‌فهمد. شخصیت‌های اصلی کتاب اسکارلت اوهارا و رت باتلر که هر کدام به عنوان نمادی برای تیپ‌سازی شخصیت‌های مغرور و جاه‌طلب در ادبیات جهان شناخته شده‌اند. سعی می‌کنند از این جنگ ویرانگر بیشترین بهره را ببرند، داستان حول محور روابط این دو نفر و انتخاب‌های‌شان می‌گذرد و دنیایی خودخواهانه، کثیف و سنگدل را به ما نشان می‌دهد. اما آن‌ها نیز در نهایت دلشکسته، سرخورده و تنها باقی می‌مانند. یکی از ظرافت‌های نویسنده این است که به جای این‌که داستانش را از نگاه بالا به پایین و قضاوت‌گرانه روایت کند، آن را از زاویهٔ دید شخصیت‌هایی بررسی می‌کند که شیوهٔ زیست و افق دیدشان مورد نکوهش است. چنین ترفندی باعث می‌شود که خواننده سیر تحول و دگرگونی وقایع و و شخصیت‌ها را از نزدیک ببیند و در حالی که با آن‌ها سرگرم می‌شود، همدلی می‌کند و لذت می‌برد، در انتها بتواند بر زشتی عمل‌شان صحه بگذارد. گویی که قسمتی از وجود خودش را در برابر آینه می‌بیند و از خود می‌پرسد من اگر در چنین شرایطی بودم چه گونه عمل می‌کردم؟
یکی از شخصیت‌های کتاب که این روزها مورد توجه است. له‌لهٔ اسکارلت اوهارا است. زنی سیاهپوست، پایبند به اصول و قواعدش که تا آخرین لحظات همراه با شخصیت اصلی می‌ماند. گاهی او را نکوهش می‌کند و گاهی برایش دل می‌سوزاند. در واقع در سیر داستانی این شخصیت دیگر از یک بردهٔ سیاه که به کار اجباری محکوم است تبدیل می‌شود به یک مادر. در نقدهایی که بر این اثر نوشته‌اند از این وجه داستان به شدت انتقاد کرده‌اند که چرا یک برده اینگونه نشان داده می‌شود که حتی پس از آزادی نیز همچنان در خدمت بماند؟ چنین نقدی این سیر تحول شخصیتی را نادیده می‌گیرد و از طرفی این جنبه از زندگی در هم پیچیده و عاطفی که ارباب و برده با هم داشته‌اند را نیز مورد بی‌اعتنایی قرار می‌دهد.
سخن پایانی اینکه فکر می‌کنم کاری که نویسنده انجام می‌دهد این نیست که در خدمت چیزی باشد. در خدمت یک ایدئولوژی، در خدمت یک شیوهٔ نگریستن به جهان یا هرگونه انقلاب و تعهد اخلاقی. او تنها و تنها در خدمت حقیقت است. اگر حقیقت زشت است، قبیح است، ظالمانه است و به اندازهٔ کافی در آن خبری از آفتاب و سایهٔ مهتاب در برگ‌های بلوط نیست مقصر نویسنده نیست. نویسنده، به عنوان یک هنرمند حساس تحقیر، زشتی و بی‌نزاکتی انسان را به او نشان می‌دهد. حتی اگر چنین کتاب‌هایی حذف شوند، باز هم خیابان‌های کثیف، حومه‌های شهر، جنگ‌ها، اعتیادها، انقلاب‌های جنسی، نژادپرستی و بسیار چیزهای دیگری که مورد مذمت اخلاقی قرار می‌گیرند وجود خواهند داشت و باز هم نویسندگانی از دید قهرمان‌هایی که چنین تجربهٔ زیستی داشته‌اند از آن‌ها خواهند نوشت.

## اقتباس سینمایی
در سال ۱۹۳۹ از رمان بربادرفته فیلمی با همین نام به کارگردانی ویکتور فلمینگ اقتباس شده‌است.